# Elecciones al Senado de los Estados Unidos de 2016
Las elecciones al Senado de los Estados Unidos se celebraron el 8 de noviembre de 2016. Las elecciones presidenciales, las elecciones a la Cámara, las 14 elecciones para gobernador y muchas elecciones estatales y locales se celebraron en la misma fecha.
En la elección del Senado de 2016, 34 de los 100 escaños -todos los escaños del Senado de clase 3- compitieron en elecciones regulares; los ganadores cumplirán mandatos de seis años hasta el 3 de enero de 2023. La clase 3 fue la última en ser elegida en 2010, cuando los republicanos obtuvieron una ganancia neta de seis escaños.
En 2016, los demócratas defendieron 10 escaños, mientras que los republicanos defendieron 24 escaños. Los republicanos, que obtuvieron la mayoría de los escaños en el Senado en 2014, obtuvieron la mayoría en el Senado con 54 escaños antes de esta elección. Los demócratas ganaron una ganancia neta de dos asientos. Los republicanos conservaron el control del Senado para el 115.º Congreso de los Estados Unidos. Sólo dos titulares perdieron sus asientos, Kelly Ayotte de New Hampshire y Mark Kirk de Illinois, ante los demócratas Maggie Hassan y Tammy Duckworth, respectivamente. A pesar de que los republicanos retienen el control del Senado, 2016 marca la primera vez desde 1986 que los demócratas obtuvieron una ganancia neta de escaños en la clase 3. Esta elección marca la primera vez desde 2000 en que el partido en oposición al candidato presidencial elegido o reelegido ganancias en el Senado. Esta es la primera y única elección desde la aprobación de la Decimoséptima Enmienda en 1913, donde el partido ganador en cada elección del Senado reflejó el partido ganador por su estado en las elecciones presidenciales, con sorpresas en los estados de Wisconsin, donde el demócrata y exsenador de ese estado Russ Feingold, era el favorito en la encuestas, y en el estado de Pennsylvania, donde al igual que Wisconsin, el partido Demócrata tenía una clara ventaja en las encuestas, otras impresiones eran en los estados de Carolina del Norte, Arizona, Indiana, Missouri, Florida y Ohio, donde la batalla por el escaño en cada estado era muy reñido.  t.
Con la retirada de Harry Reid, Chuck Schumer se convirtió en el líder demócrata después de las elecciones, mientras que Mitch McConnell mantuvo su posición como líder de la mayoría en el Senado.